# 3892 Dezsö
3892 Dezsö è un asteroide della fascia principale. Scoperto nel 1941, presenta un'orbita caratterizzata da un semiasse maggiore pari a 2,6072305 UA e da un'eccentricità di 0,1379186, inclinata di 13,75742° rispetto all'eclittica.
L'asteroide è dedicato all'astronomo ungherese Lóránt Dezső, direttore nel 1946 del dipartimento di fisica solare dell'Accademia ungherese delle scienze.